# Seznam portugalskih atletov
Seznam portugalskih atletov.

## A
- Cátia Azevedo

## B
- Lorène Bazolo

## C
- Liliana Cá
- Ana Cabecinha
- Susana Costa
- Aurora Cunha

## D
- Auriol Dongmo

## E
- Nelson Évora

## F
- Susana Feitor
- Ana Dulce Félix
- Vanessa Fernandes

## G
- Naide Gomes

## M
- Manuela Machado
- Fernando Mamede
- Patrícia Mamona
- Sara Moreira
- Rosa Mota

## N
- Carlos Nascimento

## P
- Marta Pen
- Pedro Pichardo

## R
- Fernanda Ribeiro
- Catarina Ribeiro
- Carla Salomé Rocha
- Irina Rodrigues

## S
- Carla Sacramento
- Ricardo dos Santos

## V
- Evelise Veiga
- João Vieira